# Бої за Станиславів (1704)
Бої за Станиславів 1704 — період боїв за місто Станиславів, які відбулись між Річчю Посполитою та Російською імперією. Надалі місто було в окупації та перебування російської царської армії Петра І в місті Станиславів. 

## Історія
В ході російсько-шведської Північної війни Росії вдалось здолати шведські війська на морі та суші. Після битви Під Нарвою 1704 року Карл XII та Варшавські конфедерати оголосив Августа ІІ польського короля поза законом та проголосив королем Станіслава Лещинського. Після того коли війська Юзефа Потоцького зазнали поразки вони відступили до міста Станиславів у якому сподівались організувати облогу. Проте раптовим ударом Петру І та козацьким загонам вдалось вибити війська захисників міста та розпочати першу окупацію міста, яка тривала до 1707.

## Історіографія питання
Професор Грабовецький Володимир у своїй праці зображає російські війська як визволителів та коритсується ленінськими та маркситськими термінани для опису місцевої знаті. 